# Svein Johansen
Svein Morten Johansen (Tromsø, 29 maggio 1971) è un ex calciatore norvegese, di ruolo difensore.

## Carriera

### Club

#### Tromsdalen
Johansen giocò con la maglia del Tromsdalen dal 1988 al 1991. La squadra si guadagnò la promozione nella 1. divisjon nel campionato 1990: il campionato norvegese, in quella stagione, modificò i nomi delle divisioni e il Tromsdalen si trovò a "saltare" dalla 3. divisjon alla 1. divisjon, poiché quest'ultima diventò la nuova denominazione della vecchia 2. divisjon.

#### Tromsø
Nel 1992, Johansen fu ingaggiato dal Tromsø. Esordì nell'Eliteserien il 28 giugno dello stesso anno, sostituendo Bjørn Johansen nel pareggio a reti inviolate contro il Viking. Il 25 giugno 1995 esordì nell'edizione annuale della Coppa Intertoto: fu titolare nel pareggio per 2-2 sul campo degli svizzeri dell'Aarau. L'anno seguente, contribuì alla vittoria finale della Coppa di Norvegia 1996, nonostante avesse totalizzato una sola presenza nella competizione. Rimase in squadra fino al 2003, anno del suo ritiro dall'attività agonistica.

## Statistiche

### Presenze e reti nei club
Statistiche aggiornate al 19 settembre 2013.
| Stagione          | Club              | Campionato        | Campionato | Campionato | Coppe nazionali | Coppe nazionali | Coppe nazionali | Coppe continentali | Coppe continentali | Coppe continentali | Supercoppe | Supercoppe | Supercoppe | Totale | Totale |
| Stagione          | Club              | Comp              | Pres       | Reti       | Comp            | Pres            | Reti            | Comp               | Pres               | Reti               | Comp       | Pres       | Reti       | Pres   | Reti   |
| ----------------- | ----------------- | ----------------- | ---------- | ---------- | --------------- | --------------- | --------------- | ------------------ | ------------------ | ------------------ | ---------- | ---------- | ---------- | ------ | ------ |
| 1988              | Tromsdalen        | 3D                | ?          | ?          | CN              | ?               | ?               | -                  | -                  | -                  | -          | -          | -          | ?      | ?      |
| 1989              | Tromsdalen        | 3D                | ?          | ?          | CN              | ?               | ?               | -                  | -                  | -                  | -          | -          | -          | ?      | ?      |
| 1990              | Tromsdalen        | 3D                | ?          | ?          | CN              | ?               | ?               | -                  | -                  | -                  | -          | -          | -          | ?      | ?      |
| 1991              | Tromsdalen        | 1D                | ?          | ?          | CN              | ?               | ?               | -                  | -                  | -                  | -          | -          | -          | ?      | ?      |
| Totale Tromsdalen | Totale Tromsdalen | Totale Tromsdalen | ?          | ?          |                 | ?               | ?               |                    | -                  | -                  |            | -          | -          | ?      | ?      |
| 1992              | Tromsø            | ES                | 10         | 2          | CN              | ?               | ?               | -                  | -                  | -                  | -          | -          | -          | ?      | ?      |
| 1993              | Tromsø            | ES                | 20         | 2          | CN              | ?               | ?               | -                  | -                  | -                  | -          | -          | -          | ?      | ?      |
| 1994              | Tromsø            | ES                | 17         | 1          | CN              | ?               | ?               | -                  | -                  | -                  | -          | -          | -          | ?      | ?      |
| 1995              | Tromsø            | ES                | 20         | 1          | CN              | ?               | ?               | Int                | 4                  | 0                  | -          | -          | -          | ?      | ?      |
| 1996              | Tromsø            | ES                | 4          | 0          | CN              | 1               | 0               | -                  | -                  | -                  | -          | -          | -          | 5      | 0      |
| 1997              | Tromsø            | ES                | 23         | 1          | CN              | ?               | ?               | CdC                | 4                  | 1                  | -          | -          | -          | ?      | ?      |
| 1998              | Tromsø            | ES                | 22         | 1          | CN              | ?               | ?               | -                  | -                  | -                  | -          | -          | -          | ?      | ?      |
| 1999              | Tromsø            | ES                | 26         | 2          | CN              | ?               | ?               | -                  | -                  | -                  | -          | -          | -          | ?      | ?      |
| 2000              | Tromsø            | ES                | 25         | 0          | CN              | ?               | ?               | -                  | -                  | -                  | -          | -          | -          | ?      | ?      |
| 2001              | Tromsø            | ES                | 22         | 0          | CN              | 4               | 0               | -                  | -                  | -                  | -          | -          | -          | ?      | ?      |
| 2002              | Tromsø            | 1D                | 25         | 1          | CN              | ?               | ?               | -                  | -                  | -                  | -          | -          | -          | ?      | ?      |
| 2003              | Tromsø            | ES                | 10         | 0          | CN              | 0               | 0               | -                  | -                  | -                  | -          | -          | -          | 10     | 0      |
| Totale Tromsø     | Totale Tromsø     | Totale Tromsø     | 224        | 11         |                 | ?               | ?               |                    | 8                  | 1                  |            | -          | -          | ?      | ?      |
| Totale            | Totale            | Totale            | ?          | ?          |                 | ?               | ?               |                    | 8                  | 1                  |            | -          | -          | ?      | ?      |

## Palmarès

### Club

#### Competizioni nazionali
- Coppa di Norvegia: 1

Tromsø: 1996